# Rózsás Erzsébet
Rózsás Erzsébet (Alžbeta Stolmannová; Ógyalla, 1937. november 9. –) képzőművész, festő, grafikus.

## Élete
Rózsás János a komáromi MATESZ díszlettervezője és kivitelezője és Szakály Erzsébet papírüzlet vezető gyermeke. Férje Stollmann András (1932) zoológus, ornitológus. 
1954 óta alkot, 1956-ban érettségizett Komáromban. Magánúton Feszty Editnél, Harmos Károlynál és Fero Kráľnál tanult. 1965-1970 között a besztercebányai Pedagógiai Főiskolán rajztanári oklevelet szerzett. Oktatói voltak R. Dúbravec, Š. Prukner, M. Palkó. Elvégezte a Népi Képzőművészeti Akadémia levelező tanfolyamát is Prágában.
Zsolnán alapfokú kilencéves iskolában képzőművészeti neveléssel foglalkozott és a Zsolna Járási Pedagógiai Központ módszertani előadója volt. Besztercebányán és Ógyallán él, főleg festészettel, grafikával, textillel (faliszőnyeg, art-protis) és murális műfajokkal foglalkozik. Alkotásait az ember és a természet közötti kapcsolat problémaköre határozza meg.
Kiállított többek között Bátorkeszin (1978), Besztercebányán, Dunaszerdahelyen (1988), Komáromban (1975, 1988, 1990), Ógyallán (1979), Pozsonyban (1977), Prágában (1975), Zólyomban (1987), Zsolnán (1979, 1988). 1960-tól tagja a zsolnai Kultúra és Pihenés Parkja képzőművészeti körének, a Kerületi Népművelési Központ képzőművészeti stúdiójának, valamint az öntevékeny Festőművészek Kerületi Tanácsadó Testületének Besztercebányán.

## Elismerései
- 1970 A Szlovák Kultuszminiszter nagydíja
- 1973, 1975 a máriatölgyesi amatőr seregszemle I. díja
- 1973-ban Breznóbányán a pedagógusok országos pályázatán I. díjat nyert
- 1975-ben Zsolnán a pedagógusok országos pályázatán I. díjat nyert

## Művei
- 1977 Kakasok, színes kerámia dombormű (Ógyalla, Kultúrház)
- 1977 Kék virág, csomózott gobelin (Ógyalla, Nyugdíjasok Otthona)
- 1982 Mesevirág, kőmozaik (Ógyalla, óvoda homlokzata)
- 1980 Aratókoszorú, kőmozaik (Szilasháza, Kultúrház)
- 1980 Égő virág, szőtt gobelin (Megyercs, nemzeti bizottsági elnök iroda)
- 1980 Táj lepkével, szőtt gobelin (Megyercs, házasságkötő terem)
- 1984 Az életfája, festett pannó (Ujgyalla, házasságkötő terem)
- 1984 Menyasszonyi csokor, faliszőnyeg (Ujgyalla)
- 1990 Az élet vágya, faliszőnyeg (Hetény, házasságkötő terem)
- 1990 Színes kerámia dombormű (Hetény)